# Dezső Földes
Dezső Földes (Miskolc, 30 dicembre 1880 – Cleveland, 27 marzo 1950) è stato uno schermidore ungherese, vincitore di due medaglie d'oro nella scherma ai giochi olimpici.